# آيت المشماش (لحشاشدة الجنوبية)
آيت المشماش هو دُوَّار يقع بجماعة أولاد حسون، عمالة مراكش، جهة مراكش آسفي في المملكة المغربية. ينتمي الدوّار لمشيخة لحشاشدة الجنوبية التي تضم 10 دواوير. يقدر عدد سكانه بـ 188 نسمة حسب الإحصاء الرسمي للسكان والسكنى لسنة 2004.

## وصلات خارجية
- البوابة الوطنية للجماعات الترابية
- المندوبية السامية للتخطيط